# ミクロビオテリウム科
ミクロビオテリウム科（Microbiotheriidae）は、ミクロビオテリウム目に属す科である。チロエオポッサムは、ミクロビオテリウム科の唯一の現生種である。絶滅種は化石から知られ、南アメリカ、西南極、オーストラリア北東部で発掘されている。

## 下位分類群
- †Khasia
- †Mirandatherium
- †Eomicrobiotherium
- †Ideodelphys
- †Pitheculus
- チロエオポッサム属　Dromiciops